# Bora Milutinović
Velibor "Bora" Milutinović (em sérvio cirílico: Велибор "Бора" Милутиновић; Bajina Bašta, 7 de setembro de 1944) é um ex-treinador e ex-futebolista sérvio que atuava como volante. É irmão dos também futebolistas Miloš Milutinović e Milorad  Milutinović, já falecidos.

## Carreira como treinador
Assim como o brasileiro Carlos Alberto Parreira, Milutinović comandou cinco Seleções em diferentes edições da Copa do Mundo FIFA: foi o técnico do México em 1986, da Costa Rica em 1990, dos Estados Unidos em 1994, da Nigéria em 1998 e da China em 2002. Além disso, conseguiu fazer México, Costa Rica, Estados Unidos e Nigéria passarem da primeira fase.
Durante o verão de 2003, chegou a negociar para assumir a Seleção Servo-Montenegrina (seu país de origem). No entanto, apesar da longa negociação com a associação nacional, Milutinović recusou a proposta. Logo em seguida assumiu o cargo de técnico da Seleção Hondurenha, mas foi demitido em junho de 2004, durante as Eliminatórias da Copa do Mundo de 2006. Em seguida treinou o Al-Sadd, do Catar, entre 2004 e 2005, até voltar a comandar uma Seleção e assumir a Jamaica em novembro de 2006.
Seu último trabalho como técnico foi em 2009, na Seleção Iraquiana.

## Títulos

### Como jogador
Pumas
- Copa México: 1974–75
- Campeón de Campeones: 1975

### Como treinador
Pumas
- Copa Interamericana: 1980
- Liga dos Campeões da CONCACAF: 1980 e 1982
- Primera División de México: 1980–81

Estados Unidos
- Copa Ouro: 1991

México
- Copa Ouro: 1996